# Brian Kilby
Brian Leonard Kilby (ur. 26 lutego 1938 w Coventry, zm. 30 czerwca 2024) – brytyjski lekkoatleta maratończyk, złoty medalista mistrzostw Europy w 1962 z Belgradu.
Po raz pierwszy przebiegł maraton w 1960. W swym drugim biegu na tym dystansie zwyciężył w mistrzostwach Wielkiej Brytanii (AAA) i uzyskał nominację do reprezentacji brytyjskiej na igrzyska olimpijskie w 1960 w Rzymiee. Tam zajął 29. miejsce w maratonie.
Największe sukcesy odniósł w 1962. Najpierw zdobył złoty medal w maratonie na mistrzostwach Europy w Belgradzie przed Belgiem Aurèle Vandendriessche, a kilka miesięcy później zwyciężył w barwach Anglii na tym dystansie w igrzyskach Imperium Brytyjskiego i Wspólnoty Brytyjskiej w 1962 w erth przed obrońcą tytułu Dave’em Powerem z Australii.
6 lipca 1963 w Port Talbot poprawił należący od 9 lat do Jima Petersa rekord Wielkiej Brytanii w biegu maratońskim wynikiem 2:14:43.
Na letnich igrzyskach olimpijskich w 1964 w Tokio zajął 4. miejsce w maratonie. Później już nie odnosił takich sukcesów wskutek kontuzji i zakończył karierę w 1969.
Był mistrzem Wielkiej Brytanii (AAA) w maratonie w latach 1960-1964 i wicemistrzem w 1965.